# Ušće (Kraljevo)
Pour les articles homonymes, voir Ušće.
Ušće (en serbe cyrillique : Ушће) est une localité de Serbie située sur le territoire de la ville de Kraljevo, district de Raška. Au recensement de 2011, elle comptait 1 885 habitants.
Ušće est officiellement classé parmi les villages de Serbie. Une autre localité portant le nom d'Ušće est située à proximité.

## Démographie

### Évolution historique de la population
| 1948 | 1953  | 1961  | 1971  | 1981  | 1991  | 2002  | 2011  |
| ---- | ----- | ----- | ----- | ----- | ----- | ----- | ----- |
| 952  | 1 126 | 1 591 | 1 598 | 1 700 | 1 958 | 2 040 | 1 885 |

|  |